# Lös-från-Rom-rörelsen
Lös-från-Rom-rörelsen (tyska: Los-von-Rom-Bewegung) var en antikatolsk och protestantisk rörelse som startade 1897 i Österrike.
År 1899 tog denna rörelse form av ett massutträde ur romersk-katolska kyrkan (mer än 10 000 personer utträdde under perioden januari 1899 till mars 1900). Rörelsen hade kontakt med Gustaf-Adolfs-föreningarna i Tyskland och prästerna till de nya evangeliska församlingarna kom mestadels från Tyskland. 
Rörelsens bekämpande från katolskt håll organiserades 1902 av en katolsk aktionskommitté i Wien, och påven Pius X riktade i mars 1905 en enträgen maning till det österrikiska episkopatet att värna den katolska tron. Intill 1904 hade 33 000 personer i Österrike övergått till protestantismen, och minst 10 000 personer hade under samma tid av denna rörelse förmåtts att ansluta sig till gammalkatolikerna. Särskilt utbredd var rörelsen i vissa trakter av Böhmen (industriorter nära Sachsens gräns) och i Steiermark. Rörelsen avmattades sedermera, vartill även politiska skäl bidrog, och den katolska motagitationen bedrevs med stor iver av den 1903 nyorganiserade Bonifatiusföreningen.